# Liste der Hörfunksender nach Sparten
Diese Liste soll einen Überblick über Hörfunksender mit Spartenprogrammen geben. Die betreffenden Radiostationen haben sich entweder auf ein spezielles Thema oder eine besondere Zielgruppe spezialisiert. (Wie auch in der Liste der Hörfunksender werden hier keine Internetsender erfasst.)

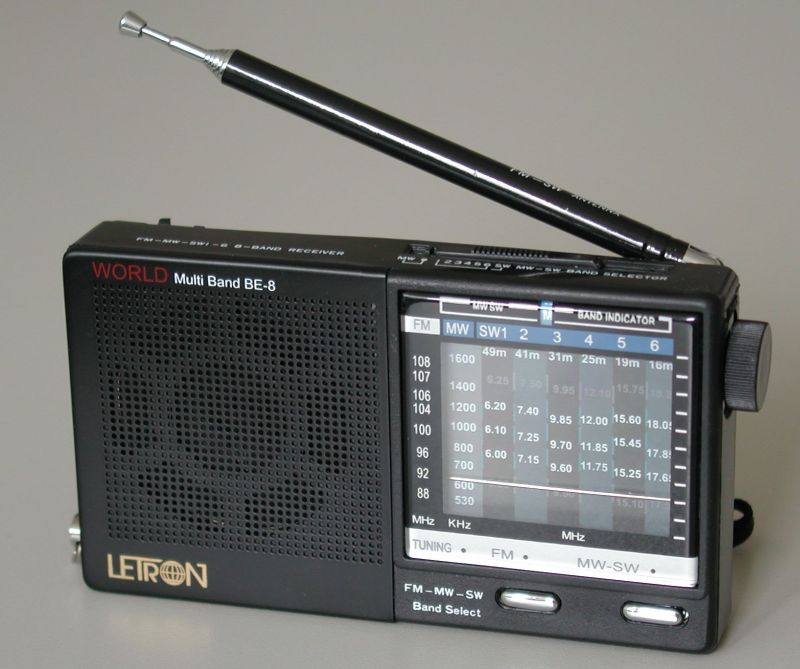
Radio (Weltempfänger)

## Wortprogramme
Radiosender, die ausschließlich oder fast ausschließlich Wortbeiträge senden; Sammelbegriff für wortorientierte Infoprogramme.

### Deutschland
Nach dem Vorbild des französischen Senders France Info haben fast alle ARD-Anstalten mittlerweile auch reine Nachrichtensender und Informationsprogramme aufgebaut.
Solche Sender sind:
- Der Deutschlandfunk ist das bundesweite Informationsprogramm des Deutschlandradios. Tagsüber werden zu bestimmten Zeiten im Halbstunden-Takt Nachrichten ausgestrahlt.
- BR24 vom Bayerischen Rundfunk (flächendeckend auf UKW und über DAB+)
- hr-info in Hessen (in einigen Städten Hessens auf UKW und über DAB+)
- MDR Aktuell in Sachsen, Sachsen-Anhalt und Thüringen (fast flächendeckend auf UKW und über DAB+)
- NDR Info in Niedersachsen, Hamburg, Schleswig-Holstein, Mecklenburg-Vorpommern und Bremen (flächendeckend auf UKW und über DAB+)
- rbb24 Inforadio vom Rundfunk Berlin Brandenburg (flächendeckend auf UKW und über DAB+)
- SWR Aktuell in Baden-Württemberg und Rheinland-Pfalz (über DAB+, in Stuttgart auf UKW)
- WDR 5 in Nordrhein-Westfalen (flächendeckend auf UKW und über DAB+)
- Antenne Saar im Saarland (über DAB+, übernimmt überwiegend Sendungen von SWR Aktuell und von Radio France Internationale auf Französisch)

### Österreich
- Österreich 1, Kultur- und Informationsprogramm vom ORF

### Schweiz
- Radio SRF 4 News (über DAB+)

BR24, hr-info, MDR Aktuell, rbb24 Inforadio, SWR Aktuell und Antenne Saar übernehmen nachts die ARD-Infonacht von NDR Info.
Alle Informationsprogramme sind öffentlich-rechtlich organisiert. Die reinen Nachrichtensender wie BR24, NDR Info und hr-info senden tagsüber ständig Nachrichten (BR24, NDR Info, MDR Aktuell und SWR Aktuell alle 15 Minuten, rbb24 Inforadio und hr-info alle 20 Minuten), dazwischen kommen regionale Informationen, Wirtschafts- oder Sportnachrichten, andere strahlen ein Wortprogramm mit hohem Informationsanteil aus (Deutschlandfunk, WDR 5).
Der Versuch, auch einen privaten Nachrichtensender zu etablieren, ist vorerst gescheitert: Bis 2000 strahlte Radioropa Info über Langwelle und ADR (Astra) aus. Vom 1. August 2005 bis zum 30. September 2008 gab es Radioropa wieder über DVB-T in Berlin und eine UKW-Frequenz in der Eifel. Der Sendebetrieb wurde dann überraschend eingestellt.
- World Radio Network bringt Nachrichten und Informationssendungen deutschsprachiger Auslandssender (z. B. von Radiosendern aus China, Namibia, Ungarn usw.), europaweit auf Astra (11612 MHz, H, analog) und Hotbird (12597 MHz, V, SR 27500, FEC 3/4, APID 2105)

### Weitere Länder
- BBC Radio 5 Live in Großbritannien
- France Info in Frankreich (flächendeckend auf UKW und über DRM)
- National Public Radio (NPR) in den Vereinigten Staaten
- Radio 5 (RNE) in Spanien

## Kulturwellen
Wellen, die ein Kulturprogramm ausstrahlen, darunter auch Klassikwellen, die sich auf klassische Musik beschränken:

### Öffentlich-rechtlich

#### Deutschland
- Deutschlandfunk Kultur (versteht sich im Gegensatz zum Schwester-Sender Deutschlandfunk als Kulturprogramm des Deutschlandradios)
- Bayern 2, Kultur- und Informationsprogramm vom BR in Bayern
- BR-Klassik vom BR in Bayern
- Bremen Zwei, Informations- und Kulturprogramm von Radio Bremen
- hr2-Kultur, Kulturprogramm vom hr in Hessen
- Radio 3 vom rbb in Berlin und Brandenburg
- MDR Klassik vom MDR in Sachsen, Sachsen-Anhalt und Thüringen
- MDR Kultur vom MDR in Sachsen, Sachsen-Anhalt und Thüringen
- NDR Kultur vom NDR in Hamburg, Mecklenburg-Vorpommern, Niedersachsen und Schleswig-Holstein
- SR Kultur vom SR im Saarland
- SWR Kultur vom SWR in Baden-Württemberg und Rheinland-Pfalz
- WDR 3 vom WDR in Nordrhein-Westfalen

#### Österreich
- Österreich 1, Kultur- und Informationsprogramm vom ORF

#### Schweiz
- Radio Swiss Classic, ein Programm der SRG SSR
- Radio SRF 2 Kultur des Schweizer Radio und Fernsehens

### Privat

#### Deutschland
- apollo radio
- Beats Radio
- Ensemble am Chiemsee
- Klassik Radio
- Radio München
- Radio Opera

#### Österreich
- Radio Maria
- Radio klassik Stephansdom
- Klassik Radio

## Musikprogramme

### Frauen
- Antenna Baden-Württemberg
- Barba Radio
- Femotion Radio

### Reiseradio
- AIDAradio

### Schlager, Oldie, Volksmusik

#### Deutschland
- 80s80s in Hamburg und Bundesgebiet
- 90s90s
- Antenne Brandenburg in Brandenburg
- Bayern 1 in Bayern
- BR Heimat in Bayern
- BR Schlager in Bayern
- Bremen Eins in Bremen
- 80er-Radio Harmony in Hessen
- hr4 in Hessen
- MDR Sachsen in Sachsen
- MDR Sachsen-Anhalt in Sachsen-Anhalt
- MDR Thüringen in Thüringen
- MDR Schlagerwelt
- NDR 1 Niedersachsen in Niedersachsen
- NDR 90,3 in Hamburg
- NDR 1 Welle Nord in Schleswig-Holstein
- NDR 1 Radio MV in Mecklenburg-Vorpommern
- NDR Schlager
- Nostalgie in Berlin und Bundesgebiet
- Radio Gold in Berlin
- Radio Paloma
- Radio Roland in Bremen
- Radio Schlagerparadies
- Schlager Radio in Berlin, Brandenburg, Mecklenburg-Vorpommern, Schleswig-Holstein, Bremen, Hamburg, Hessen und Baden-Württemberg
- SR 3 Saarlandwelle im Saarland
- SWR1 Baden-Württemberg in Baden-Württemberg
- SWR1 Rheinland-Pfalz in Rheinland-Pfalz
- SWR4 Baden-Württemberg in Baden-Württemberg
- SWR4 Rheinland-Pfalz in Rheinland-Pfalz
- WDR 4 in Nordrhein-Westfalen

#### Österreich
- Radio Burgenland
- Radio Kärnten
- Radio Niederösterreich
- Radio Oberösterreich
- Radio Salzburg
- Radio Steiermark
- Radio Tirol
- Radio Vorarlberg
- Radio Wien
- Radio Flamingo
- Radio Grün-Weiß
- Radio Osttirol
- Radio U1 Tirol
- Radio VM1, seit Oktober 2023 in Graz, von Radio Event GmbH, Innsbruck

#### Schweiz
- Radio SRF Musikwelle
- Radio 32 Goldies
- Radio Eviva
- Radio Melody
- Radio SRF 1

## Popwellen
Jede ARD-Anstalt strahlt ein Mainstream-orientiertes Pop-Programm aus. (Zielgruppe meist 14–49, Format Hot AC oder Current-Based AC) Im Einzelnen sind das:

### Öffentlich-rechtlich

#### Deutschland
- Bayern 3 in Bayern
- Bremen Vier in Bremen
- hr3 in Hessen
- MDR Jump im MDR-Sendegebiet (Sachsen, Sachsen-Anhalt und Thüringen)
- NDR 2 im NDR-Sendegebiet (Niedersachsen, Mecklenburg-Vorpommern, Schleswig-Holstein, Hamburg)
- rbb 88.8 vom RBB (Berlin)
- SR 1 im Saarland
- SWR3 im SWR-Sendegebiet (Baden-Württemberg und Rheinland-Pfalz)
- WDR 2 in Nordrhein-Westfalen

#### Österreich
- Hitradio Ö3 vom ORF

### Privat

#### Deutschland
- Antenne Bayern
- RTL – Deutschlands Hit-Radio

sowie weitere, zahlreiche regionale Hörfunkstationen.

#### Österreich
- oe24 Radio, Tagsüber werden im Halbstunden-Takt Bundesländer Nachrichten ausgestrahlt (über DAB+ aus Wien).
- Antenne Österreich, mit einige Programminhalte von Antenne Salzburg (über DAB+)
- Antenne Steiermark
- Antenne Salzburg
- Antenne Kärnten
- Antenne Tirol in Innsbruck und Inzing
- Antenne Vorarlberg
- Life Radio in Oberösterreich und Tirol

### Schweiz

#### Öffentlich-rechtlich
- Radio SRF 3

### Rock
- Radio Bob
- Rock Antenne Bayern, Hamburg und Bundesgebiet mit einem eigenständigen Programm.
- Rock Antenne Österreich mit einem eigenständigen Programm.

### Techno
- sunshine live
- TechnoBase: Hands up, Dance-Pop

## Jugendradios
(genauere Aufschlüsselung)

### Deutschland

#### Öffentlich-rechtlich
- 1 Live vom WDR
- Bremen Next von Radio Bremen
- Dasding vom SWR
- Deutschlandfunk Nova vom Deutschlandradio
- Fritz vom RBB
- Sputnik vom MDR
- N-Joy vom NDR
- Puls vom BR
- Unserding vom SR
- You FM vom hr
- Zündfunk (Sendung in Bayern 2) vom BR

#### Privat
- bigFM Baden-Württemberg
- delta radio Schleswig-Holstein und Hamburg
- egoFM Bayern, Baden-Württemberg und Webradio mit einer Musikauswahl abseits des Chart-Mainstreams und eigenen Genre-Streams
- Flux FM, Berlin, Bremen, Stuttgart
- Hit Radio N1, Nürnberg, einer der ältesten Jugendradios Deutschlands.
- NRJ/Energy Jugendradio in vielen deutschen Städten
- Planet Radio, Jugendsender in Hessen
- Radio Aktiv-FM über Sat, UKW und in vielen deutschen Städten im Kabel analog und digital
- Radio Galaxy Jugendradio in zwölf bayerischen Städten mit teilweise eigenständigen Programmen
- Kanal C Augsburgs junges Radio auf der Frequenz vom Lokalradiosender Radio Fantasy. Montags zwischen 20:50 Uhr und 23:50 Uhr
- 98.8 Kiss FM – Berlin und Teile Brandenburgs
- Jam FM – Berlin und Brandenburg
- #Musik/RauteMusik – Webradio für Jugendliche aus Köln mit mehreren Dutzend Spartenkanälen
- Absolut Hot

### Österreich

#### Öffentlich-rechtlich
- FM4 vom ORF

#### Privat
- Kronehit
- Energy Österreich (über DAB+) – UKW in Wien, Innsbruck, Inzing, Wattens, Salzburg, Hornsburg, Tattendorf, Mistelbach, Eisenstadt
- Welle 1
- HouseBase.AT – Webradio für Jugendliche: Electro-House, Progressive, Club Sounds
- LoungeFM
- Radio Soundportal

### Schweiz

#### Öffentlich-rechtlich
- Radio SRF Virus des Schweizer Radio und Fernsehens

#### Privat
- RadioIndustrie
- Radio4TNG
- NRJ/Energy Jugendradio in Zürich, Bern und Basel
- RadioHoch2
- Radio X Jugendradio in Basel
- Virgin Radio

### Großbritannien
- BBC Radio 1

### Irland
- 2fm von RTÉ

## Kinderradios
- Radio Teddy
- KaKaDu by Deutschlandfunk Kultur
- Toggo Radio
- Mein Kinderradio